# Kenozoik
Kenozoik je najmlađa geološka era koja počinje prije 65 milijuna godina. Šume malo-pomalo zamjenjuju livade, klima postaje raznolikija i formiraju se kontinenti. Nakon nestanka dinosaura, razvijaju se razne vrste sisavaca, najprije posve malenih, koji nastanjuju sva područja, uključujući i mora. 
Kenozoik se dijeli na paleogen, neogen i kvartar.
Glavni utjecaj na oblikovanje reljefa u paleogenu imale su je alpska i himalajska orogeneza (nabiranje).

## Vanjske poveznice
|  | Zajednički poslužitelj ima još gradiva o temi Kenozoik |